# پل‌های بوداپست
دانوب، از شمال به جنوب بوداپست، پایتخت مجارستان را به چندین بخش تقسیم می‌کند. پانزده پل شامل دوازده پل ترابری و دو پل ریلی این نقاط را در سراسر رودخانه متصل می‌کند:
- شش پل: زنجیر، اِرژِبِت، آزادی، پِتوفی، راکوتسی و ریلی جنوب در مرکز شهر قرار دارند که دانوب در زیر آن‌ها تک‌شاخه‌ای روان است.
- سه پل: مِدیِری، ریلی شمال و مارگیت بر روی دو شاخهٔ دانوب ساخته شده‌اند.
- زیر پل آرپاد چهار شاخه دانوب در حرکت است.
- بر روی شاخه‌های جانبی دانوب چهار پل به نام‌های کا،[۱] کارخانهٔ کشتی، گوباچی و یِنو کْواشای نصب شده‌اند.
- پل فِرِنتس دِئاک بر روی شاخهٔ اصلی دانوب که از یک شاخهٔ فرعی توسط جزیرهٔ چپل جدا شده قرار دارد.

## پل‌های مرکزی

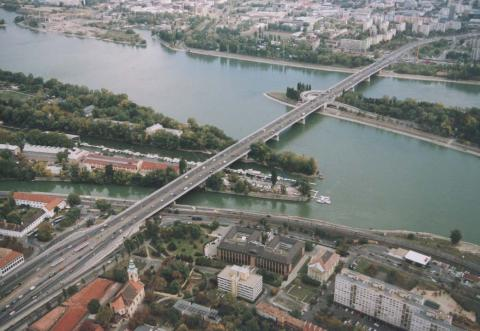
پل آرپاد
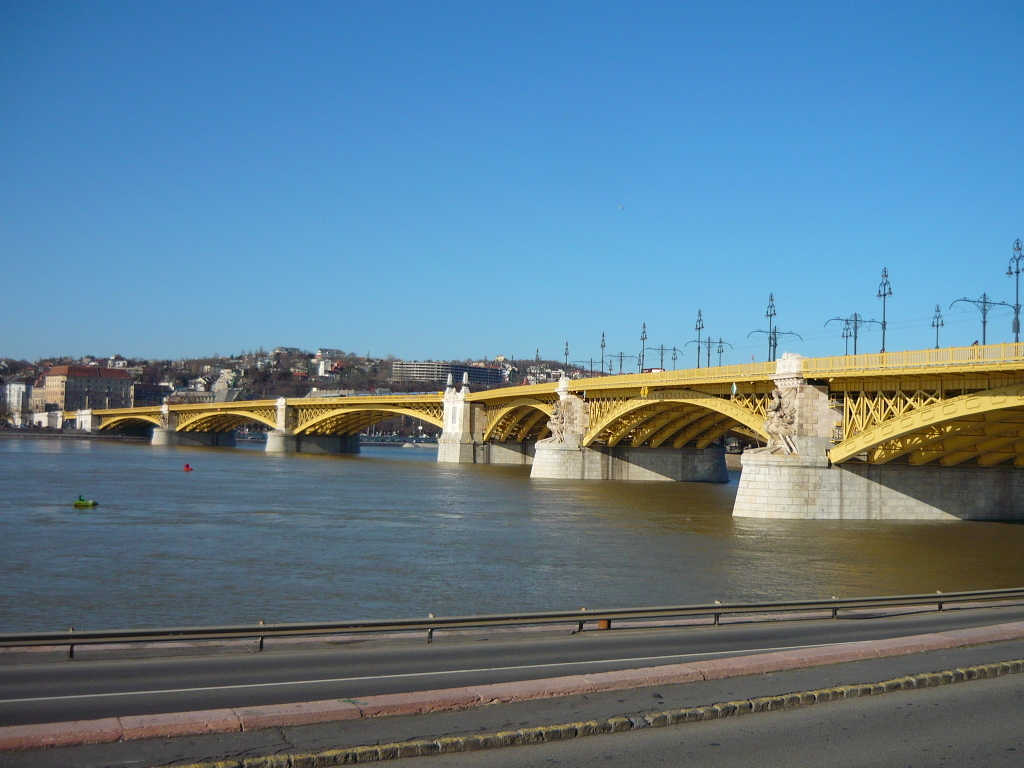
پل مارگیت
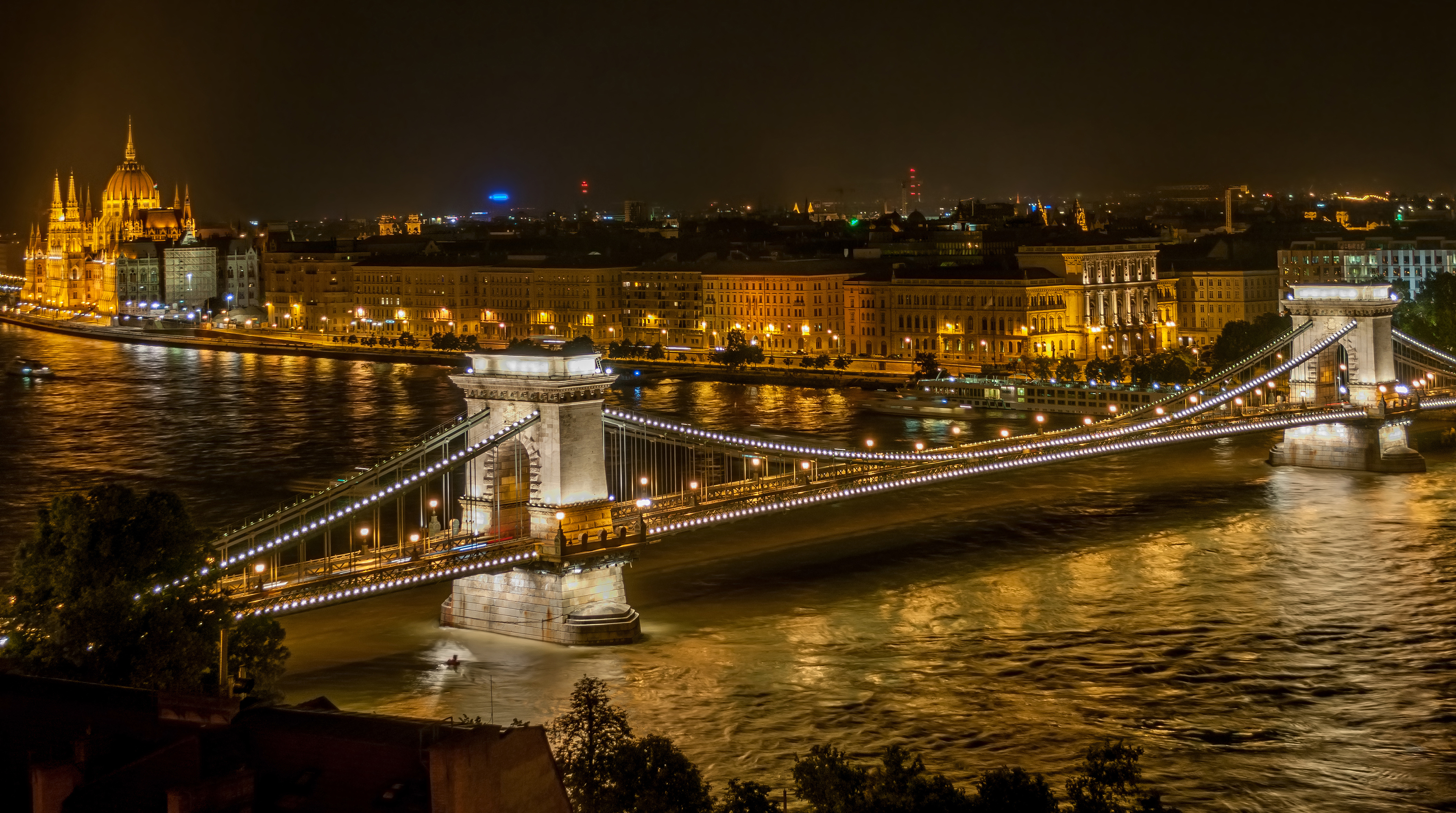
پل زنجیر
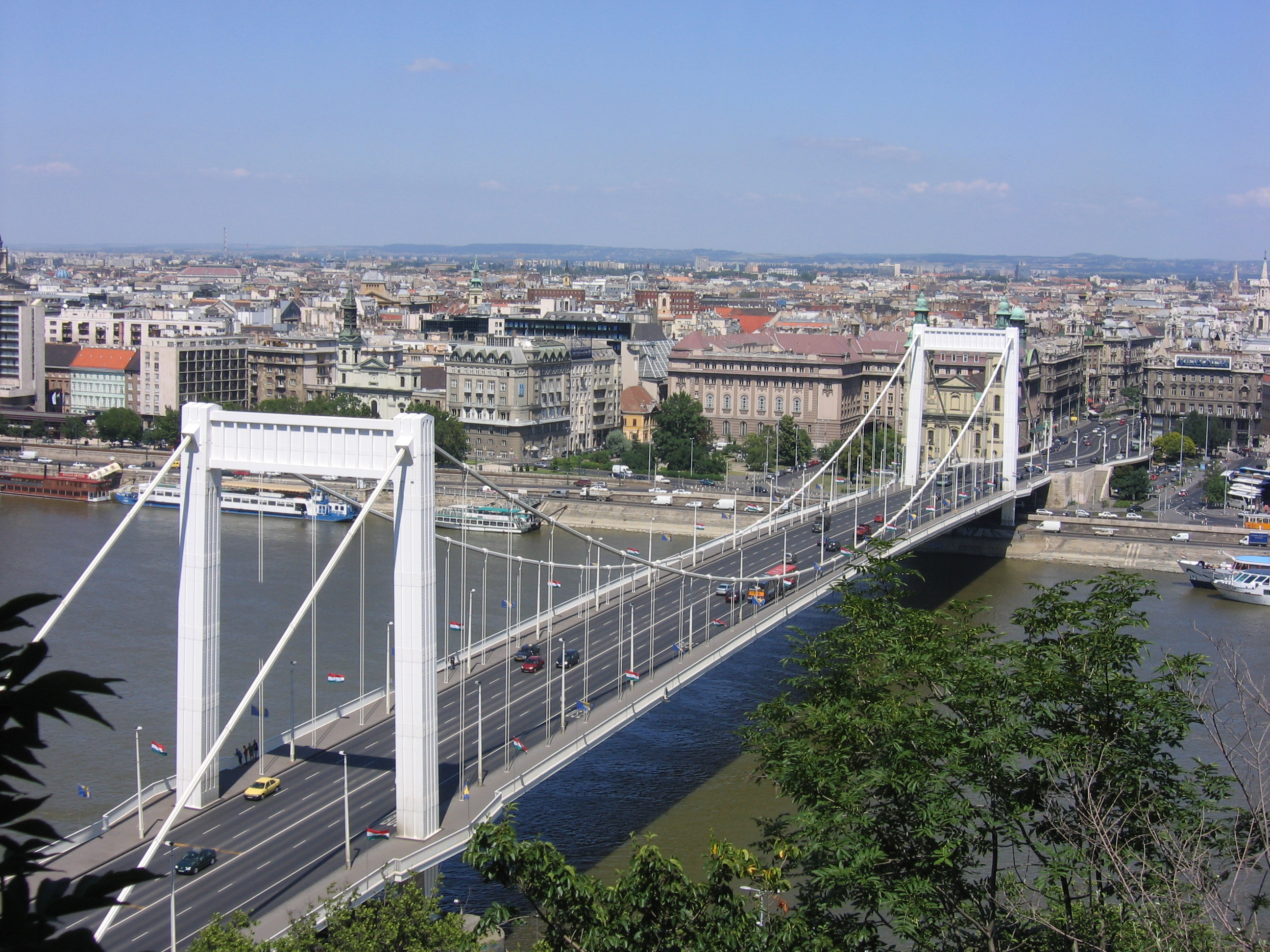
پل ارژبت
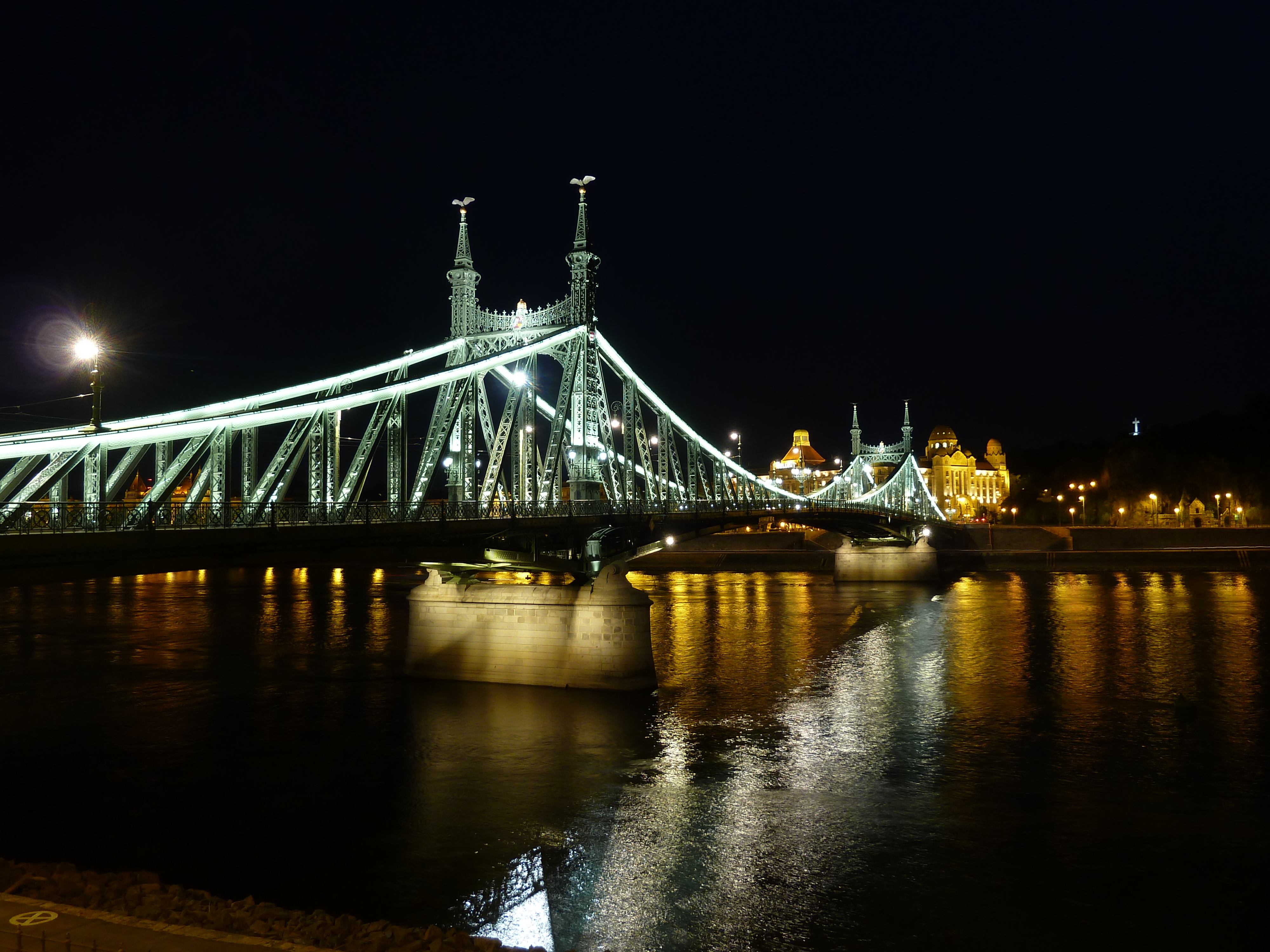
پل آزادی
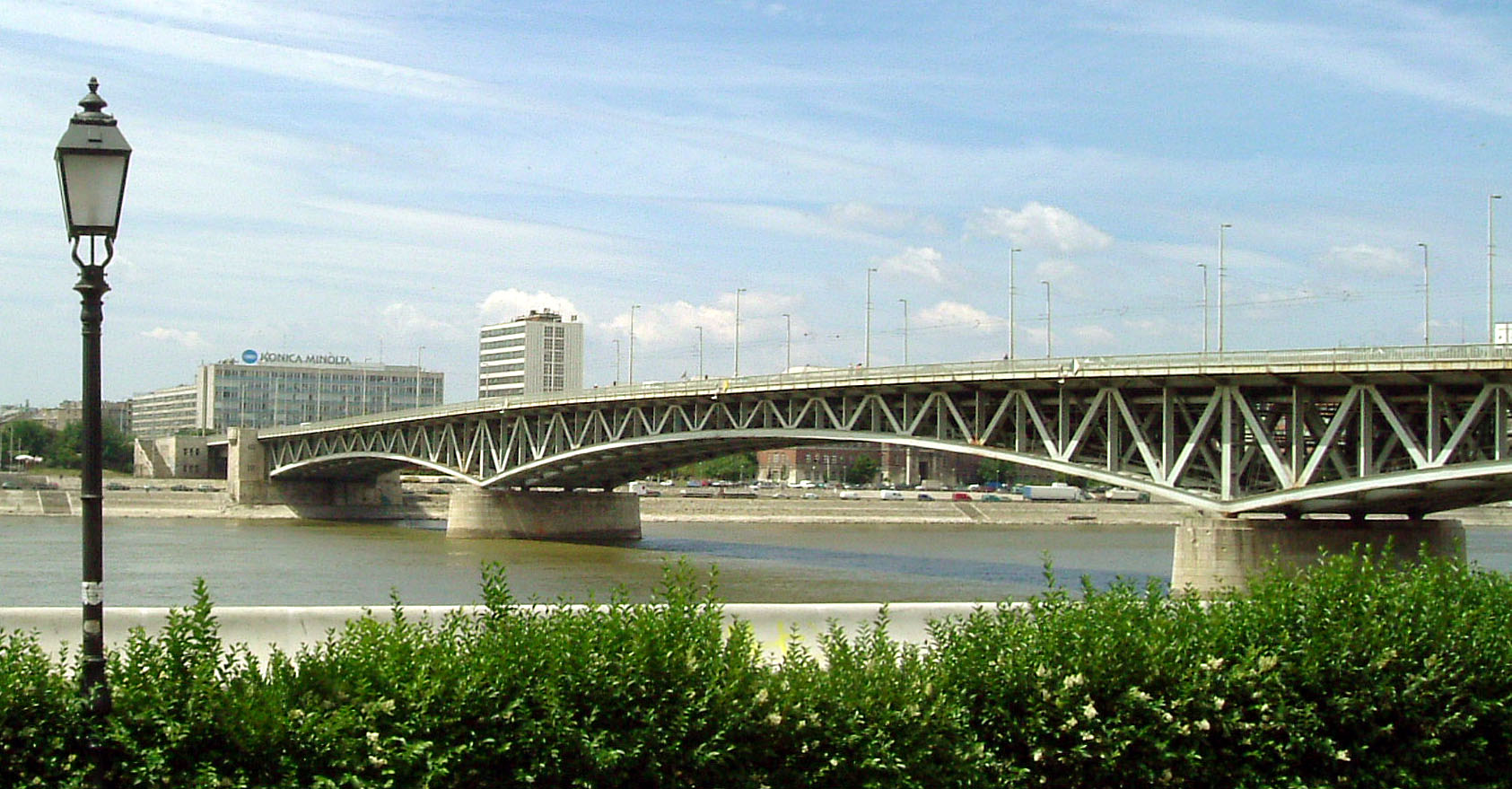
پل پتوفی
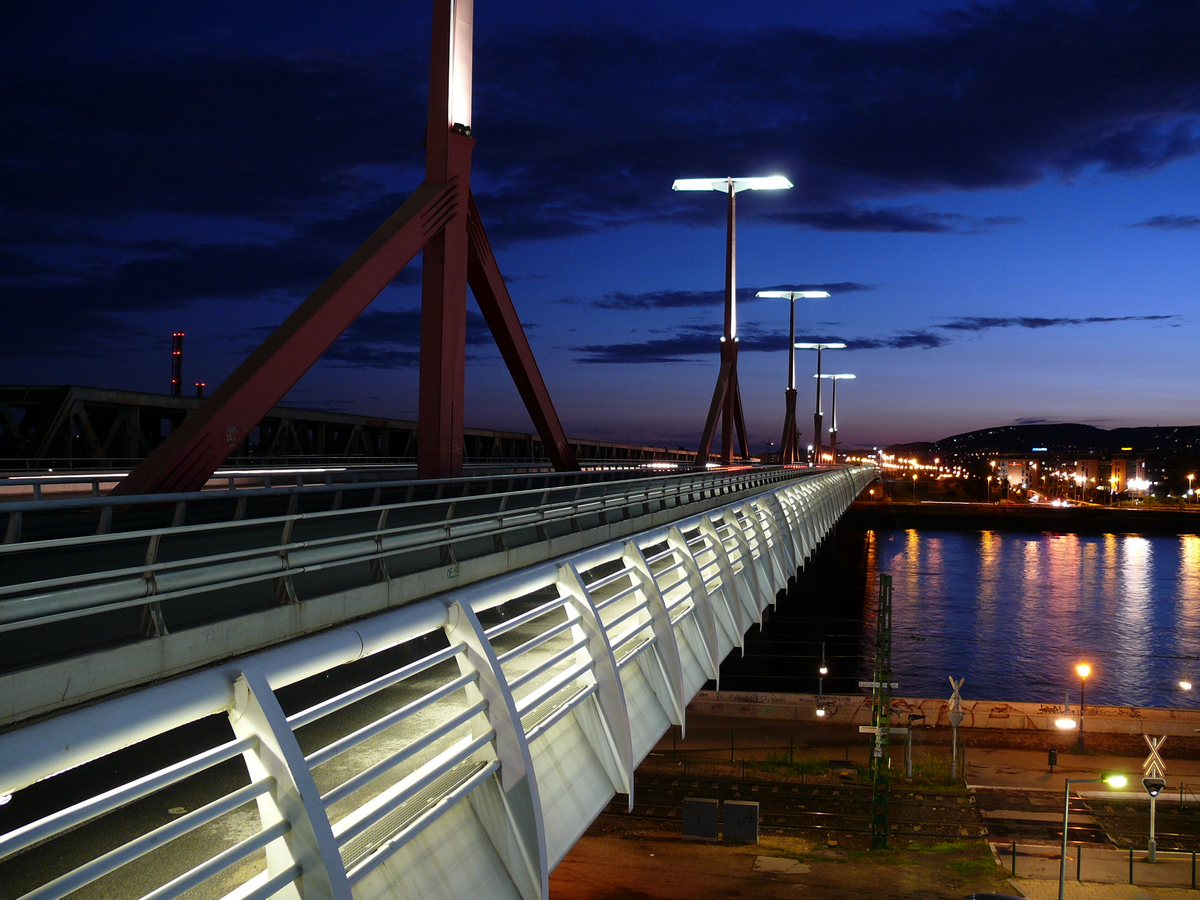
پل راکوتسی

## دیگر پل‌ها

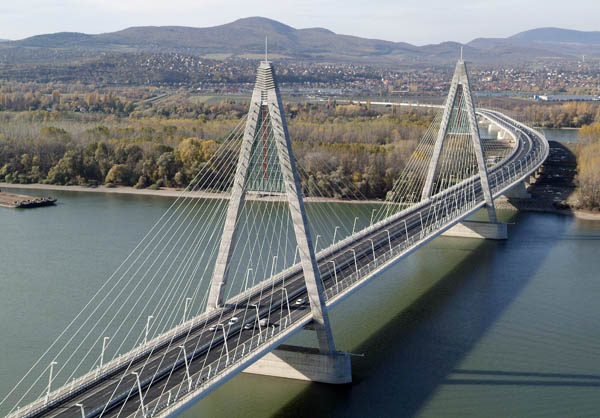
پل مِدیِری
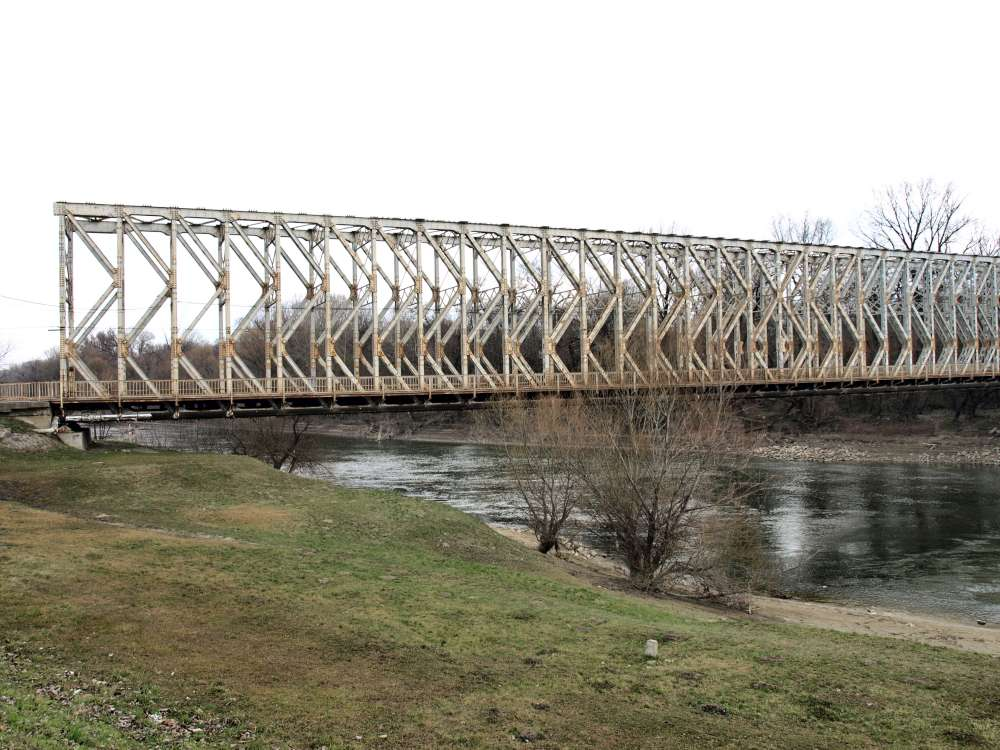
پل کا
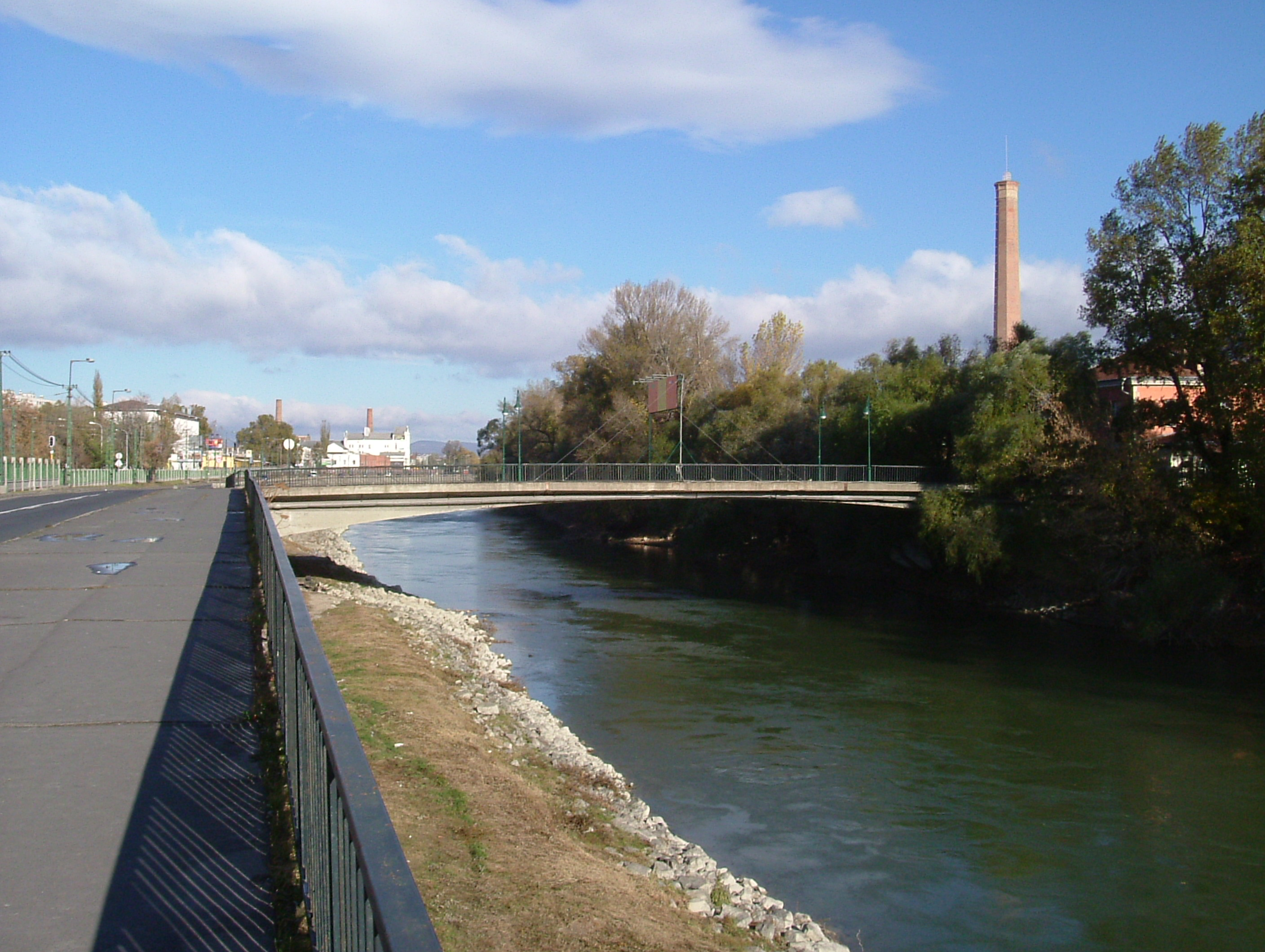
پل کارخانهٔ کشتی
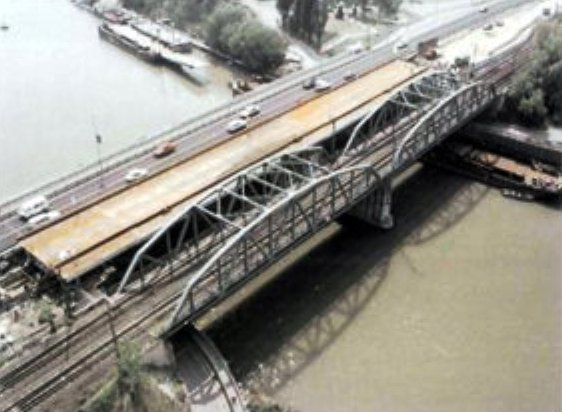
پل یِنو کواشای
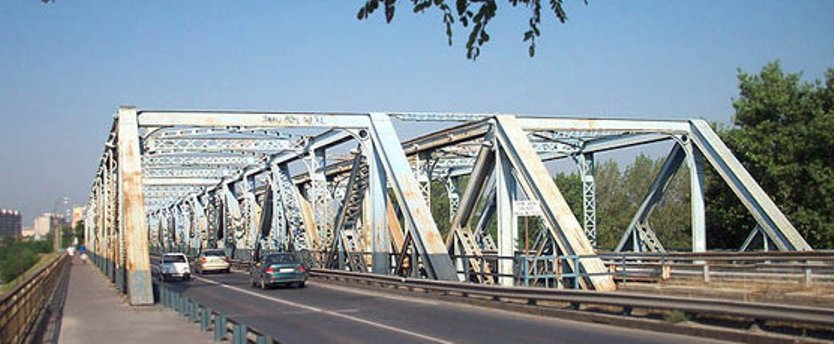
پل گوباچی
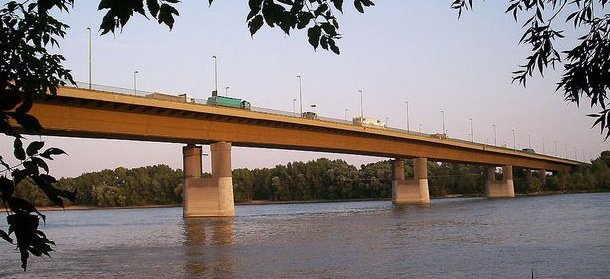
پل فِرِنتس دِئاک